# The Peanuts Movie
The Peanuts Movie (conocida como Snoopy y Charlie Brown: Peanuts, la película en Hispanoamérica y Carlitos y Snoopy: La película de Peanuts en España) es una película animada de 2015, producida por Blue Sky Studios y distribuida por 20th Century Fox, basada en el cómic Peanuts de Charles M. Schulz. La película es dirigida por Steve Martino y escrita por Craig Schulz, Bryan Schulz, y Cornelius Uliano. Aparecen voces de Bill Melendez y Noah Schnapp. La película conmemora el aniversario número 65 del cómic, y se estrenó el 19 de octubre de 2015.

## Trama
La película comienza cuando los chicos se emocionan al saber que no hay clases debido a la nieve y aprovechan a salir a jugar. Charlie Brown (Carlitos en España) va por su cometa pero falla intentando hacerla volar y queda atorado en un árbol. Lucy le dice que nunca logrará volar una cometa porque él es un fracasado, pero Linus le aconseja que la ignore. 
Cuando una joven pelirroja se muda a su barrio, Charlie Brown se enamora de ella, pero se siente frustrado de que ella jamás lo note debido a su larga racha de mala suerte, situación que empeora cuando accidentalmente tira una valla de madera. Lucy en su puesto de psiquiatra le aconseja tratar de ser un ganador, dándole el libro de "10 Formas de ser un ganador". 
Por el consejo de Lucy, Charlie Brown decide participar en una serie de actividades en la esperanza de que la Pequeña Pelirroja se fije en él. Su primer intento es participar en un concurso de talentos de la escuela con un acto de magia y con la ayuda de su perro Snoopy. Sin embargo, cuando el acto de su hermana Sally va mal, Charlie Brown sacrifica su tiempo para ella y luego, con la ayuda de Snoopy, evita que su hermana sea humillada, aunque él termina humillándose a cambio. Para la siguiente parte, Charlie decide impresionar a la niña pelirroja con sus habilidades de baile, por lo que se inscribe en el baile de la escuela y Snoopy lo ayuda para enseñarle sus mejores movimientos. En el baile, Charlie Brown comienza a atraer elogios por sus habilidades, pero luego se resbala y activa el sistema de aspersores, provocando que todos huyan, dejando solo a Charlie Brown y a Snoopy.
Más tarde, la pelirroja se ausenta durante unos días para cuidar de su abuela enferma. Durante ese tiempo, la profesora da como tarea un resumen de mil palabras de un libro, que debe hacerse en parejas. A Charlie Brown le toca la ausente niña pelirroja como compañera, viéndolo como una oportunidad para impresionarla y de ganar una estrella dorada para ambos.
Como Charlie Brown no sabe qué libro elegir, le pregunta a Peppermint Patty dónde estaba Marcie, ya que ella sabía cuál era el mejor libro de la historia. Peppermint Patty le dijo que era un libro llamado "El León tostón" de la autora "Maripaz Guerra". Fue a la biblioteca a buscarla, mientras entra a la sección de libros más maduros. Marcie le aclara que el libro es La guerra y la paz de León Tolstói, el cual es muy largo, por lo que debe leerlo en solo el fin de semana, ya que era para ese lunes.
Al mismo tiempo, Charlie Brown descubre que es el único estudiante para obtener una puntuación perfecta en una prueba estandarizada. Los otros niños lo felicitan, y su popularidad comienza a subir, pero Lucy sospecha que algo anda mal. En la ceremonia en donde Charlie Brown le entregaran una medalla, Lucy lo encuentra y admite que se equivocó al respeto sobre él. Sin embargo, cuando va a aceptar una medalla en una asamblea escolar, se entera de que los exámenes se mezclaron accidentalmente y que el puntaje perfecto en realidad pertenece a Peppermint Patty. Charlie Brown rechaza la medalla, perdiendo toda su recién obtenida popularidad. Y para arruinarlo más, se destruye su informe sobre el libro.
En otra parte, Snoopy, al descubrir una máquina de escribir en un contenedor de basura, decide escribir una novela sobre su alter ego sobre la Primera Guerra Mundial como un aviador, tratando de salvar a su amor Fifi del Barón Rojo con ayuda de Woodstock y sus amigos. Él al escribir su aventura se basa en los sucesos que le ocurren a Charlie Brown durante la película. Él derrota con éxito el Barón Rojo y rescata a Fifi. Lucy narra la historia y cuando la historia termina, ella lanza los papeles delante de él y le dice que es la peor historia que ha leído. Pero Snoopy y Woodstock logran vengarse lanzándole a Lucy la máquina de escribir. Aunque Lucy furiosa viene hacia Snoopy, él besa a Lucy en la nariz haciendo que ella corra como loca, desesperada porque tenía gérmenes perrunos.
Al final del año escolar, Linus explica a la pandilla que deben hacer un trabajo de correspondencia. Al principio nadie elige a Charlie Brown como compañero, pero después se sorprende al ver cuando la niña pelirroja le elige como compañero de correspondencia. Linus convence a Charlie Brown que él tiene que hablarle a la niña pelirroja antes de que se vaya de veraneo. Al llegar a su casa, su madre le dice que ella está a punto de salir en un autobús para un campamento de verano. Él trata de perseguir al autobús, pero se le impide llegar a ella debido a las variadas atracciones de la feria que había. Justo cuando está a punto de darse por vencido, Charlie Brown ve una cometa que cae desde el árbol, y se enreda alrededor de su cintura y vuela lejos con él, llevándolo rápidamente a la ventana del autobús. Lucy y la pandilla se sorprenden al ver que Charlie Brown está volando una cometa con éxito, por lo que lo siguen. Al llegar el autobús, Charlie Brown finalmente habla a la niña pelirroja y le pregunta por qué lo eligió a pesar de sus fracasos. La niña pelirroja explica que ella admira su desinterés y lo elogia como una persona honesta, cariñosa y compasiva. Los dos prometen escribirse el uno al otro. La pandilla felicita a Charlie Brown, admirando su triunfo. Lucy se acerca y le dice que está lleno de sorpresas. La pandilla finalmente lo sube a hombros demostrando que, a pesar de todo, lo quieren como a un verdadero amigo y todos van felices hasta que la imagen se convierte en un dibujo en tinta en blanco y negro.
En la primera escena poscréditos, Lucy convence a Charlie Brown de patear la pelota, pero como siempre, él cae y Lucy le dice que también le agrada por ser demasiado confiable. En la segunda escena poscréditos, Snoopy está celebrando su victoria con Fifi, Woodstock, sus amigos y sus hermanos, pero se enteran de que el Barón Rojo ha sobrevivido, lo que Snoopy le hace declarar furiosamente venganza contra el Barón Rojo. Al terminar los créditos, en la tercera escena poscréditos, el pequeño avión del Barón rojo (que iba a ser proyecto de Linus pero accidentalmente sale de la escuela) cae en una laguna del parque.

## Reparto
| Personaje          | Actor de voz original    | Actor de doblaje (Hispanoamérica) | Actor de doblaje (España) |
| ------------------ | ------------------------ | --------------------------------- | ------------------------- |
| Charlie Brown      | Noah Schnapp             | Matías Quintana Ortiz             | Adrián Mier               |
| Snoopy             | Bill Meléndez            | Bill Meléndez                     | Bill Meléndez             |
| Woodstock          | Bill Meléndez            | Bill Meléndez                     | Bill Meléndez             |
| Sally Brown        | Mariel Sheets            | Nicole Florencia                  | Laira Robles              |
| Linus van Pelt     | Alexander Garfin         | Santiago Toledo                   | Álvaro Rubio              |
| Lucy van Pelt      | Hadley Belle Miller      | Zoe Ivanna Mora                   | Chiruca Báez              |
| La niña pelirroja  | Francesca Capaldi        | Melissa Gutiérrez                 | Alena Robles              |
| Frieda             | Francesca Capaldi        | Nicole Navarra                    |                           |
| Fifi               | Kristen Chenoweth        | Kristen Chenoweth                 | Kristen Chenoweth         |
| Pecas Patty        | Venus Omega Schultheis   | Andrea Sofía Gutiérrez            | Valeria Candeira Balas    |
| Marcie             | Rebecca Bloom            | Regina Carrillo                   | Sonsoles Silvela de Vega  |
| Franklin Armstrong | Marleik "Mar Mar" Walker | Fernando Espinoza                 | Jaden Montes              |
| Schroeder          | Noah Johnston            | Emiliano Ugarte                   | Álvaro de Juana           |
| Violet Gray        | Madisyn Shipman          | Constanza García                  | Elena Adán                |
| Patty              | Anastasia Bredikhina     | Pamela Mendoza                    | Paula Coria               |
| Pig Pen            | AJ Teece                 | Óscar Aguilar                     | José Manuel López         |
| Shermy             | William Alexander Wunsch | Sergio Maya                       | Rodrigo Martínez          |
| Niño pequeño       | Micah Revelli            | Abdeel Silva                      |                           |

### Voces adicionales (en español / Hispanoamérica)
- Santiago Vallejo
- Lucía Vallejo
- David Reyes
- Leonor Durán
- Julián Roig
- Varenka Carrillo
- Álvaro Salarich
- Enrique Perera
- Cecilia Pérez
- Ixchel León
- Said Rodríguez

## Producción
En 2006, seis años después del fin de Peanuts, como también la muerte del creador Charles M. Schulz, a su hijo Craig Schulz se le ocurrió la idea para una película de Peanuts, la cual se la mostró a su hijo guionista Bryan Shulz. "Estuve contento de mostrárselo a mi hijo," dijo Craig. "Él me mostró cómo hacerlo a lo grande, y me ayudó con la estructura." Cuando se presentó la película al estudio, Craig estipuló que la película estaría bajo el control de Schulz. El 9 de octubre de 2012, se anunció que 20th Century Fox y Blue Sky Studios estaban desarrollando una película animada en 3D y stop motion basada en el cómic, con Steve Martino siendo el director del guion de Craig Shulz, Bryan Schulz y Cornelius Uliano. Craig, Bryan, y Uliano también son los productores.
A partir del 8 de enero de 2014, Leigh Anne Brodsky controlaría todos los tratos globales para la película. En abril de 2013, Fox anunció que la película sería estrenada en 3D. En octubre de 2013, se anunció que Paul Feig también sería productor.
La edición japonesa de la banda sonora incluye "Good to Be Alive" y tres temas más de la partitura de Beck. La versión japonesa de la película también utiliza "A Song For You" del cantautor japonés Ayaka para el tráiler y el final en lugar de la de Trainor, pero se lanzó como un sencillo y no apareció en la edición japonesa del álbum de la banda sonora.

## Recepción
The Peanuts Movie recibió críticas positivas. En la página de Rotten tomatoes obtuvo 87% de aprobación con un rating de 7/10 basado en 172 críticas diciendo: «The Peanuts Movie ofrece una puerta de entrada de colores en el mundo de sus personajes clásicos y una dulce nostalgia - aunque relativamente poco ambicioso - tratamiento para los adultos que crecieron con ellos». Siendo al parecer (por ahora) la película mejor calificada de Blue Sky Studios. En Metacritica obtuvo un porcentaje de 67/100 basado en 26 críticas, indicando que son "Críticas generalmente favorables". Y en la página de IMDb fue un puntaje de 7.9/10.

## Premios

### Globo de Oro
| Año  | Categoría              | Nominado            | Resultado |
| ---- | ---------------------- | ------------------- | --------- |
| 2016 | Mejor película animada | "The Peanuts Movie" | Nominado  |

### Annie Awards
| Año  | Categoría                                          | Nominado                                              | Resultado |
| ---- | -------------------------------------------------- | ----------------------------------------------------- | --------- |
| 2016 | Mejor película animada                             | "The Peanuts Movie"                                   | Nominado  |
| 2016 | Mejor diseño de personajes en una película animada | B.J. Crawford                                         | Nominado  |
| 2016 | Mejor dirección película animada                   | Steve Martino                                         | Nominado  |
| 2016 | Mejor actuación de voz en una película animada     | Hadley Belle Miller (Lucy) y Alexander Garfin (Linus) | Nominado  |

### Hollywood Music in Media Awards
| Año  | Categoría                                  | Nominado                                   | Resultado |
| ---- | ------------------------------------------ | ------------------------------------------ | --------- |
| 2015 | Mejor canción en una película animada      | "Better When I’m Dancin" de Meghan Trainor | Ganador   |
| 2015 | Mejor banda sonora en una película animada | Christophe Beck                            | Ganador   |

### African-American Film Critics Association
| Año  | Categoría              | Nominado            | Resultado |
| ---- | ---------------------- | ------------------- | --------- |
| 2015 | Mejor película animada | "The Peanuts Movie" | Ganador   |

### Satellite Awards
| Año  | Categoría              | Nominado            | Resultado |
| ---- | ---------------------- | ------------------- | --------- |
| 2016 | Mejor película animada | "The Peanuts Movie" | Nominado  |

### WashingtonD.C. Area Film Critics Association Awards
| Año  | Categoría              | Nominado            | Resultado |
| ---- | ---------------------- | ------------------- | --------- |
| 2015 | Mejor película animada | "The Peanuts Movie" | Nominado  |

## Estreno
Se estrenó el 13 de noviembre de 2015. Se iba a estrenar el 25 de noviembre de 2015 antes de que se cambiara la fecha en noviembre de 2012. La película fue estrenada como Snoopy and Charlie Brown: The Peanuts Movie en Reino Unido.